# 우메가에모치

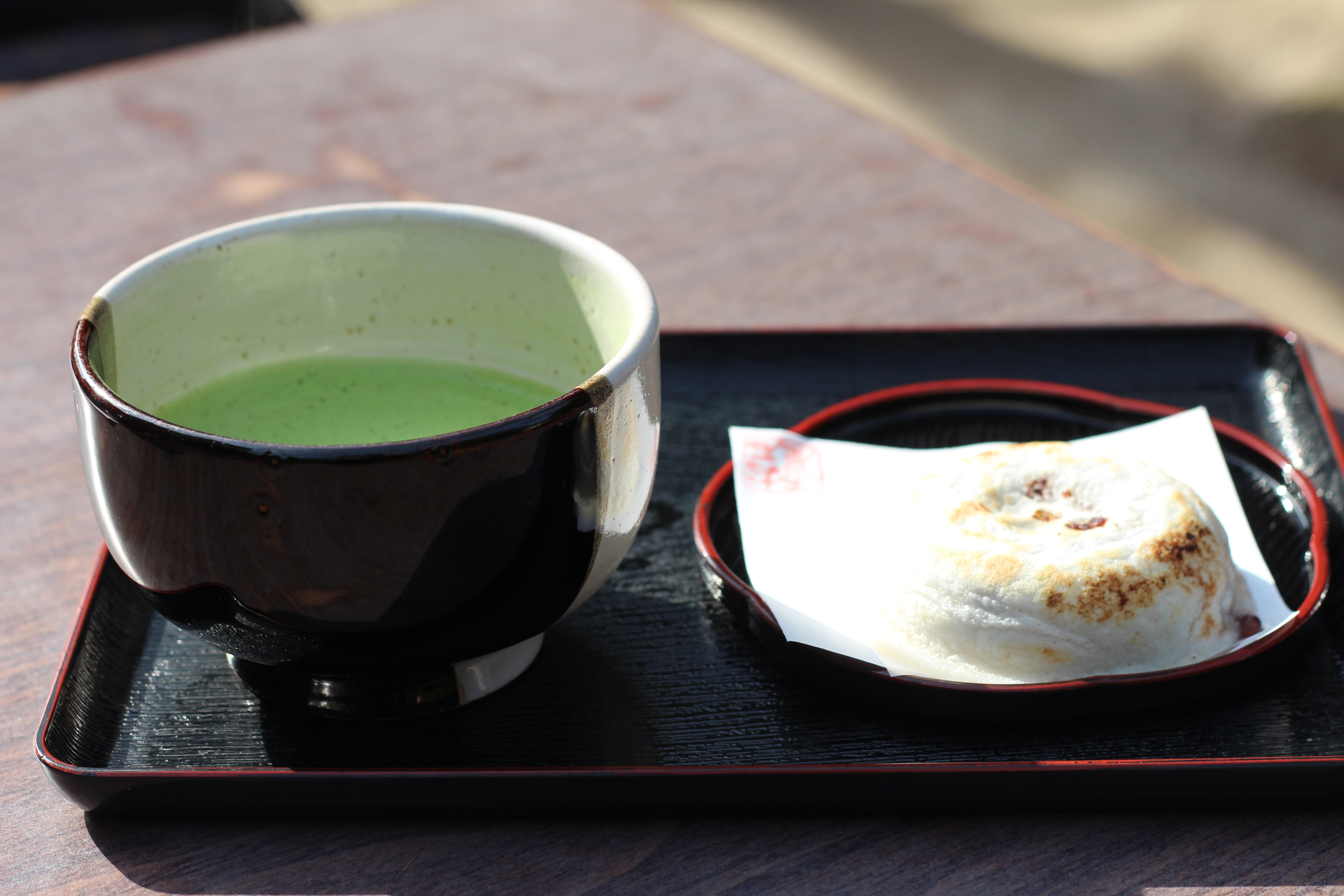
말차와 우메가에모치

우메가에모치(梅ヶ枝餅)는 일본 후쿠오카현 다자이후시에서 전해 내려오는 떡 과자의 일종이다.

## 개요
팥앙금을 얇은 떡 반죽으로 감싸고, 매화 문양이 새겨진 철판에서 구워낸 구운 떡이다. 완성되면 중앙에 가볍게 매화 무늬가 새겨진 형태가 된다. 이름은 다자이후 텐만구(太宰府天満宮)의 제신(祭神)인 스가와라노 미치자네(菅原道真)의 일화에 유래한 것이며, 매화 맛이나 향이 나는 것은 아니다. 제조 방법으로 분류하면 팥앙금이 들어간 구운 떡으로, '구운 과자'에 해당하며, '찐 과자'인 만주와는 다르다.
다자이후 텐만구 주변에서는 스가와라노 미치자네의 생일인 845년 6월 25일과 기일인 903년 3월 25일을 기념하여, 매월 25일을 '덴진사마의 날(天神さまの日)'로 정하고, 매월 한 번 쑥을 넣은 녹색 빛깔의 우메가에모치가 판매된다. 또한 2015년 11월 17일부터는 고대 쌀을 사용하여 보랏빛을 띠는 우메가에모치도 판매되고 있다. 처음에는 큐슈 국립박물관 개관 10주년을 기념하여 시험 판매되었으나, 호평을 받아 이후 정기적으로 판매되고 있다.
니시테츠 다자이후선 다자이후역에서 다자이후 텐만구 문 앞에 있는 찻집이나 기념품 가게, 우메가에모치 전문점 등에서 판매되고 있으며, 현 내에서 열리는 연일 행사나 관광 명소, 역, 공항 등의 점포에서도 판매된다.
동일한 제조 방법으로, 다자이후 텐만구 문 앞 외에도 후쿠오카현 내의 유명한 신사인 하코자키궁(筥崎宮), 미야지다케신사(宮地嶽神社), 무나카타타이샤(宗像大社) 등의 문 앞에서 '마츠가에모치(松ヶ枝餅)'가, 도카에비스 신사(十日恵比須神社)에서는 정월 대제 때 '에비스모치(恵比寿餅)'가 판매되고 있다. 이들은 동일한 제조법을 사용하지만, 항상 쑥떡이 함께 판매되는 등의 차이가 있으며, 우메가에모치와는 직접적인 관련이 없다.

## 역사

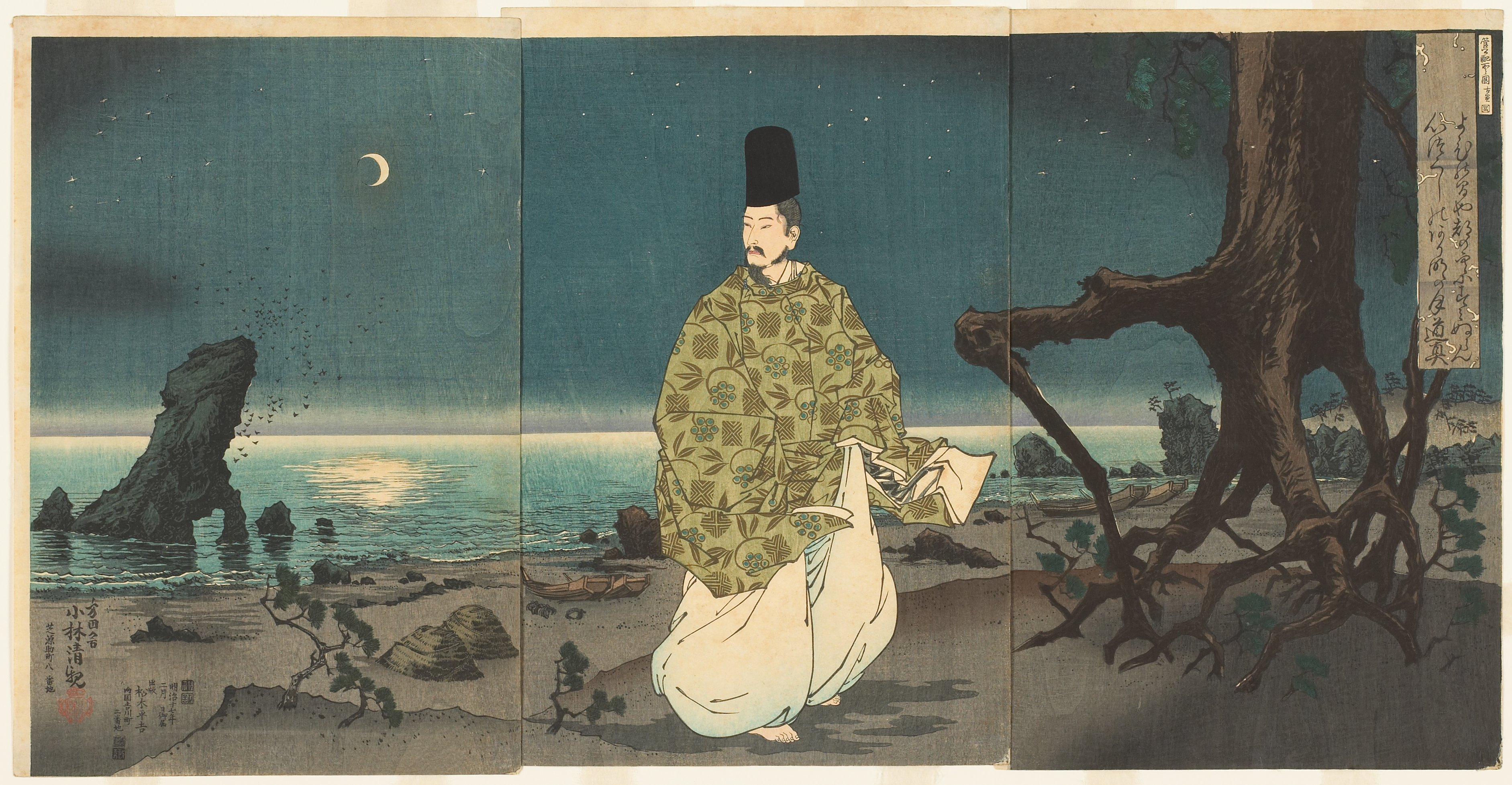
스가와라노 미치자네

고대, 스가와라노 미치자네(菅原道真)라는 인물이 헤이안쿄(현재의 교토)에서 다자이후로 권좌(権帥)로 좌천되어 낙담하고 있을 때, 안락사(安楽寺) 문 앞에서 한 노파가 떡을 팔고 있었다. 이 노파가 미치자네를 격려하고자 떡을 바쳤고, 그것이 미치자네의 매우 좋아하는 음식이 되었다. 이후 미치자네가 사망한 후, 노파가 떡에 매화 가지를添えて 그의 무덤 앞에 바친 것이 우메가에모치(梅ヶ枝餅)의 기원이라고 전해진다.
또 다른 설에 따르면, 스가와라노 미치자네가 좌천된 직후 연금 상태에 놓여 식사도 제대로 하지 못했을 때, 노파가 미치자네가 갇혀 있던 방의 창살 사이로 떡을 전달하려 했으나 손이 닿지 않아 매화 가지 끝에 떡을 꽂아 건넨 것이 유래라고도 하며, 이를 묘사한 그림 두루마리도 남아 있다.
현재 본가(원조 가게)에 해당하는 곳은 알려져 있지 않지만, 긴 역사를 가진 과자로 알려져 있다.

## 먹는 방법

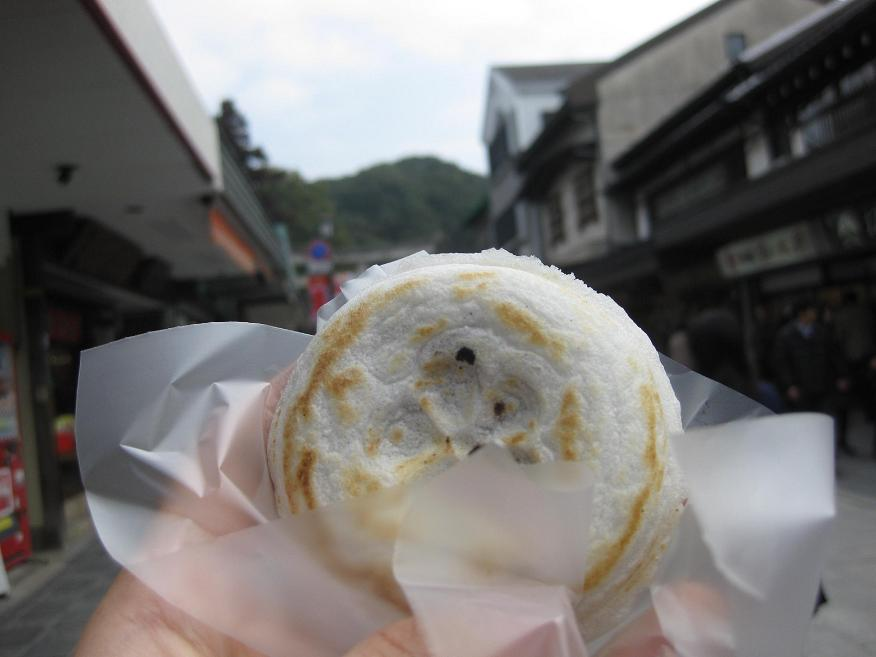
우메가에모치

갓 구운 우메가에모치(梅ヶ枝餅)는 종이나 비닐을 덧댄 상태로 제공되기 때문에, 손에 들고 바삭하고 고소한 식감을 그대로 즐길 수 있다. 식당이나 찻집을 병설한 가게에서는 메뉴에 말차나 매실차와 세트로 제공되기도 한다.
현장에서 바로 먹지 않고 포장해 가져가는 경우에는 수분 증발을 막기 위해 얇은 비닐 시트로 감싼 후 포장한다. 이로 인해 포장하여 가져가서 먹을 경우에는 자연스럽게 부드러운 식감이 된다.
집에서 갓 구운 식감에 가깝게 먹고 싶을 때는 비닐 시트를 붙인 채 전자레인지에서 약 20초 정도 데운 다음, 비닐을 제거하고 오븐 토스터에서 1~2분 정도 구우면 바삭한 식감을 즐길 수 있다. 부드러운 식감을 선호하는 경우에는 비닐 시트를 붙인 채 전자레인지에서 약 1분 정도 데우는 것이 좋다.
참고로, 우메가에모치를 두 개 사용해 그 사이에 팥소를 끼워 먹는 숨겨진 메뉴도 존재한다.

## 참고
1. ↑  “梅ヶ枝餅の由来 | 株式会社きくち” (일본어). 2020년 6월 18일. 2025년 4월 28일에 확인함.
2. ↑  “https://www.ume.blue/view/page/eat” (일본어). 2025년 4월 28일에 확인함. |title=에 외부 링크가 있음 (도움말)
3. ↑  “梅ヶ枝餅の召し上がり方 – 椎木茶屋” (일본어). 2025년 4월 28일에 확인함.